# Herta Hareiter
Herta Hareiter (née le 28 mai 1923 à Vienne et morte le 31 juillet 2015) est une chef décoratrice autrichienne.

## Biographie
Herta Hareiter étudie à l'université des arts appliqués de Vienne et commence au cinéma en 1942 durant ses études comme assistante de production sur le film Späte Liebe. Après la guerre, elle vient à la décoration sur le tournage de Singende Engel en 1947.
En 1948, elle est engagée par le Theater in der Josefstadt pour concevoir les décors et les costumes. Elle travaille ensuite avec le Burgtheater, le Volkstheater et le Wiener Bürgertheater. Elle continue dans le cinéma, où elle rencontre son mari Otto Pischinger avec qui elle collabore dès 1954.

## Filmographie
- 1953 : Einmal keine Sorgen haben
- 1954 : Hochstaplerin der Liebe
- 1954 : Le Destructeur
- 1954 : Geliebtes Fräulein Doktor
- 1955 : Ein Herz voll Musik
- 1955 : Zwei Herzen und ein Thron (de)
- 1956 : Des roses pour Bettina
- 1956 : Meine Tante – Deine Tante
- 1957 : Das Glück liegt auf der Straße
- 1957 : … und die Liebe lacht dazu
- 1957 : Jede Nacht in einem anderen Bett
- 1957 : Vacances au Tyrol
- 1958 : Les Enfants du cirque (Solang' die Sterne glüh'n)
- 1958 : Le ciel n'est pas à vendre (Der veruntreute Himmel)
- 1958 : Éva ou les Carnets secrets d'une jeune fille
- 1959 : Raubfischer in Hellas
- 1959 : Peter Voß, der Held des Tages
- 1959 : Alt Heidelberg
- 1960 : La Jeune Pécheresse
- 1960 : Schlußakkord
- 1961 : C'est pas toujours du caviar
- 1961 : Top secret - C'est pas toujours du caviar
- 1961 : … und du mein Schatz bleibst hier
- 1961 : Die Ehe des Herrn Mississippi
- 1961 : Le Rêve de Lieschen Müller
- 1961 : Die türkischen Gurken
- 1962 : Le Bandit et la Princesse (...und ewig knallen die Räuber)
- 1963  : Le Grand Jeu de l'amour (Das große Liebesspiel) d'Alfred Weidenmann
- 1963 : La Chevauchée vers Santa Cruz
- 1963 : Im singenden Rößl am Königssee
- 1963 : Un cœur plein et les poches vides
- 1964 : Verdammt zur Sünde
- 1964 : DM-Killer
- 1965 : Les Mercenaires du Rio Grande
- 1965 : Die Pyramide des Sonnengottes
- 1965 : Du suif dans l'Orient-Express
- 1965 : An der Donau, wenn der Wein blüht
- 1965 : Belles d'un soir
- 1965 : Le congrès s'amuse
- 1965 : Duel à la vodka
- 1966 : Comment séduire un play-boy en l'an 2000 (Bel Ami 2000 oder Wie verführt man einen Playboy?) de Michael Pfleghar
- 1966 : Maigret fait mouche
- 1967 : Mieux vaut faire l'amour
- 1968 : Das Schloß
- 1968 : Oui à l'amour, non à la guerre
- 1968 : L'Auberge des plaisirs
- 1968 : Ein dreifach Hoch dem Sanitätsgefreiten Neumann
- 1969 : L'Ingénue perverse
- 1969 : Something for Everyone
- 1969 : Frau Wirtin bläst auch gern Trompete
- 1970 : Frau Wirtin treibt es jetzt noch toller
- 1971 : Les Petites cochonnes (de)
- 1971 : Notre agent à Salzbourg
- 1972 : Hausfrauen-Report III
- 1973 : Le Piéton
- 1973 : Suce pas ton pouce !
- 1975 : Le Désir et la corruption
- 1975 : Seul dans Berlin (Jeder stirbt für sich allein)
- 1976 : Duett zu dritt
- 1977 : Mein seliger Onkel
- 1977 : Arrête ton char... bidasse !
- 1978 : Liés par le sang
- 1980 : Der Schüler Gerber (de)
- 1980 : Der Bockerer
- 1993 : Les Trois Mousquetaires
- 1996 : Der Bockerer II – Österreich ist frei (de)
- 2000 : Der Bockerer III – Die Brücke von Andau (de)
- 2003 : Der Bockerer IV – Prager Frühling (de)